# Crotonia reticulata
Crotonia reticulata är en kvalsterart som beskrevs av Malcolm Luxton 1982. Crotonia reticulata ingår i släktet Crotonia och familjen Crotoniidae. Inga underarter finns listade i Catalogue of Life.